# Ola Stunes Isene
Ola Stunes Isene (29 de enero de 1995) es un deportista de Noruega que compite en atletismo. Ganó una medalla de oro en el Campeonato Europeo de Atletismo por Equipos de 2019, en la prueba de lanzamiento de disco.